# C.A. Clemmensen
Christian Albert Clemmensen (født 19. februar 1869 i København, død 27. december 1937 smst) var en dansk journalist, forfatter og industrihistoriker, far til Carl Henrik Clemmensen og Niels Clemmensen.
Han var søn af over-, senere stabssergent Mads Clemmensen (1831-1915) og Sidsel Albrechtsen (1829-1909), blev student 1887 fra Østre Borgerdydskole, var privatlærer i latin og fransk 1890-99, Medarbejder ved Samfundet 1899-1905 og ved Nationaltidende (fra 1931 Dagens Nyheder) fra 1905. Hans speciale var københavnsk kommunalpolitik, hvor hans sympatier lå i den borgerlige lejr. Derudover skrev han om Københavns historie og især om industri- og erhvervshistorie, bl.a. murer-, bødker- og blikkenslagerlavenes historie samt monografier af Den vest- og sønderjydske Kreditforenings stifter, etatsråd Ephraim Magdalus Møller (1919) og af forlagsboghandler G.E.C. Gad (1930).
Han var Ridder af Dannebrog, var formand for Journalistforeningen 1926-30 og medlem af Dansk Arbejdes repræsentantskab og af Den internationale journalistiske Æresret i Haag.
Han blev gift 5. maj 1899 på Frederiksberg med Fanny Greibe, f. 3. februar 1873 i København, datter af grosserer, mægler Frederik August Greibe (1836-1886) og Andrea Nielsine Thoersen (1841-1910).